# Olejníkov
Olejníkov é um município da Eslováquia, situado no distrito de Sabinov, na região de Prešov. Tem 23,14 quilômetros quadrados de área e sua população em 2018 foi estimada em 529 habitantes.

## Demografia
| Ano:        | 1994 | 2004    | 2014    | 2024    |
| ----------- | ---- | ------- | ------- | ------- |
| Broj ljudi: | 277  | 357     | 454     | 675     |
| Razlika:    |      | +28,88% | +27,17% | +48,67% |

| Ano:               | 2023 | 2024   |
| ------------------ | ---- | ------ |
| Número de pessoas: | 642  | 675    |
| Diferença:         |      | +5,14% |